# Brwa Nouri
Brwa Hekmat Nouri, född 23 januari 1987 i Urmia, är en kurdisk fotbollsspelare som spelar för Ariana FC, och sedan 2016 även Iraks landslag. 
Han har tidigare spelat för Vasalunds IF, AIK, Åtvidabergs FF, Väsby United, Dalkurd FF samt Östersunds FK.

## Klubbkarriär

### Tidig karriär
Nouri föddes i Iran men kom till Sverige som ettåring. Han startade sin fotbollskarriär i Vasalunds IF innan han som 13-åring gick över till AIK. Han vann JSM-slutspelet med AIK och där han i finalen mot Västra Frölunda gjorde matchens enda mål. 

### AIK
Han gjorde sin A-lagsdebut i AIK den 7 oktober 2005 mot Falkenbergs FF i Superettan. År 2006 var han med AIK:s A-trupp men på grund av utesluten speltid blev han utlånad till Åtvidabergs FF. Han återvände till AIK efter säsongen men för att sedan bli utlånad till samarbetsklubben Väsby United under 2007. Totalt spelade Nouri tre ligamatcher i Superettan, en match i Svenska cupen i fotboll och 16 träningsmatcher för AIK.

### Dalkurd FF
Inför säsongen 2009 skrev Nouri på för Dalkurd FF. I november 2011 förlängde han sitt kontrakt med klubben på två år.

### Östersunds FK
Efter fem säsonger i Dalkurd skrev han i december 2013 på för Östersunds FK. 
Inför säsongen 2017 blev Nouri utsedd till klubbens lagkapten.

### Bali United
Under pågående säsong 2018 medgav Nouri att han hittat en ny klubbadress, där mittfältaren skrivit på ett kontrakt med Bali United i Indonesien som sträcker sig över två och ett halvt år. Nouri kommenterade flytten såhär: 
”De som känner mig vet att mina favoritländer ligger i Sydostasien. När jag åker på semester är det dit jag vill åka. Jag gillar sättet de tänker på och sättet de lever. Jag brukar säga att ”här skulle jag vilja bo och spela fotboll.” Rent geografiskt, socialt och ekonomiskt så var det något som inte gick att säga nej till.”

### Återkomst i Sverige
I juli 2023 återvände Nouri till Sverige och Dalkurd FF. I februari 2024 värvades han av Ettan Södra-klubben Ariana FC.

## Landslagskarriär
Nouri debuterade för Sveriges juniorlandslag den 27 april 2004 i en 3–1 bortaförlust mot Polen. Nouri spelade från start men blev utbytt i den 66:e minuten mot Andres Vasquez. Det blev totalt tre landskamper i det svenska pojklandslaget samt tre landskamper och ett mål i det svenska juniorlandslaget.

## Privatliv
Nouri har vid sidan av fotbollsplanen fört kampen mot fördomar om att fotbollsspelare bara ägnar tankekraft åt idrott och tv-spel, något som hyllats av stjärnförfattaren Chimamanda Ngozi Adichie. Han har även varit öppen med sin brokiga bakgrund och att vändningen bort från det kriminella livet kom när han värvades av Dalkurd FF år 2009.